# Park Groot Zandveld
Park Groot Zandveld is een deels bebouwd stadspark in de Utrechtse buurt/subwijk Het Zand, dat onderdeel is van de wijk Leidsche Rijn.
Het vrij kleinschalige gebied is begin 21e eeuw ontwikkeld bij de aanleg van de Vinex-locatie Leidsche Rijn. Voor die tijd maakte het gebied onder meer deel uit van de limes en was het vanaf de middeleeuwen eeuwenlang in gebruik als agrarisch gebied. Een aantal elementen is daarvan in Park Groot Zandveld behouden gebleven of zichtbaar gemaakt, zoals de reconstructie van een wachttoren uit de Romeinse tijd en schoorstenen die deel uitmaakten van kassen.
In het groene deel van Park Groot Zandveld bevindt zich een schaapskooi. In de lente komen de schapen naar de kooi om er hun lammeren te krijgen. In mei volgt het scheren van de vacht. De schapen overwinteren elders.
Rondom de oude schoorstenen is Forum Het Zand gebouwd, ook wel Brede School Het Zand genaamd. Hierin werken OBS Het Zand, Montessorischool Arcade, Peutercentrum ‘t Zand/KOKO Kinderopvang, Saartje Kinderopvang, DOCK en Cultuur19 als partners samen met de Gemeente Utrecht. Ook is er een theater- en sportzaal in het bijzonder vormgegeven gebouw (VenhoevenCS architecten) dat op een ruimteschip lijkt.